# 维尔吉尼奥·罗塞塔
维尔吉尼奥·罗塞塔（義大利語：Virginio Rosetta，1902年2月25日—1975年3月31日），意大利男子足球运动员。他曾代表意大利参加1920年、1924年和1928年夏季奥林匹克运动会足球比赛，获得一枚铜牌。